# Echinococoză
Echinococoza, cunoscută și sub numele de boala hidatică, hidatioză, sau boală de echinococoză, este o boală parazitară provocată de larva teniei Echinococcus granulosus (este o tenie minusculă, în comparație cu alte cestode, măsurând câțiva mm lungime). Boala începe de cele mai multe ori cu simptome care pot dura ani. Simptomele și semnele care apar depind de locul și mărimea chistului. Boala alveolară începe de obicei în ficat dar se poate răspândi în alte părți ale corpului cum ar fi plămânii sau creierul. Atunci când ficatul este afectat, persoana poate întâmpina  dureri abdominale, pierdere în greutate, și poate deveni galben. Boala de plămâni poate cauza dureri în piept, dificultăți de respirație și o tuse.
Larva infestează câinele, care este gazda definitivă (în care se dezvolta tenia adultă) iar forma larvară infestează mai multe specii de mamifere, inclusiv omul și se dezvoltă, de obicei, în ficat, plămâni și foarte rar, în alte organe. Boala se transmite atunci când se consumă alimente sau apă care conține ouă de parazit sau prin contact strâns cu un animal infectat. Ouăle sunt eliberate în excrementele animalelor consumatoare de carne care sunt infectate cu parazitul. Animalele cele mai frecvent infectate includ: câinii, vulpile și lupii. Pentru ca aceste animale să fie infectate, acestea trebuie să consume organele unui animal care conține chisturile, cum ar fi oile sau rozătoarele. Tipul bolii care se găsește în oameni depinde de tipul de Echinococoză cauzatoare a infecției. Diagnosticarea se face de obicei prin ecografie cu toate că se pot folosi și tomografia computerizată cerebrală (CT) sau Imagistică prin rezonanță magnetică cerebrală (IRM sau RMN). Mai poate ajuta, de asemenea, și analize de sânge pentru anticorpii împotriva parazitului, la fel și biopsia.
Chisturile astfel provocate, pot afecta diferite organe. De obicei, în proporție de 70% din ouăle de tenie sunt filtrate de ficat, iar dacă  trec de bariera hepatică, ajung în plămân. Chisturile pot să se rupă și să formeze chisturi secundare. Frecvent însă chistul este descoperit întâmplator cu ocazia unei ecografii, fiind necesara diferențierea acestuia hidatic de alte formațiuni chistice  care pot fi localizate în ficat.
 
Prevenirea bolii chistice se face prin tratarea câinilor care pot transporta boala și prin vaccinarea oilor. Tratamentul este, de cele mai multe ori, dificil. Boala chistica poate fi scursă prin piele urmat de un tratament cu medicamente. Câteodată, acest tip de boală este doar urmărită. Tipul de boală alveolară necesită, de cele mai multe ori, operație urmată de un tratament cu medicamente. Medicamentul folosit este albendazol care poate fi necesar timp de ani de zile. Boala alveolară poate duce la deces.
Boala se găsește în majoritatea zonelor lumii și momentan afectează aproximativ un milion de persoane. În anumite zone din America de Sud, Africa și Asia până la 10% dintr-o anumită populație este afectată. Începând cu 2010 a cauzat aproximativ 1200 de decese, scăzând comparativ cu anul 2000 când era 1990. Costul economic al bolii este estimat a fi în jur de 3 miliarde de dolari Americani pe an. Poate afecta alte animale cum ar fi porci, vaci și cai.

## Legături externe
- „echinococoză” la DEX online